# Orelec
Orelec (w latach 1977–1981 Orle) – wieś w Polsce położona w województwie podkarpackim, w powiecie leskim, w gminie Olszanica.

## Położenie
Orelec leży około 8 km na południe od Leska w drodze do Soliny. Przez wieś przebiega droga wojewódzka nr 895. Z trzech stron jest otoczona przez zalesione szczyty: od północy Polowanka w paśmie Żukowa (491 m), od wschodu Stefkowa Góra tzw. Sinica (511 m), od południa Rubeń unaczej Mikołajec lub Michałowiec (464 m).
W latach 1954–1959 wieś należała i była siedzibą władz gromady Orelec, po jej zniesieniu w gromadzie Uherce Mineralne. W latach 1975–1998 miejscowość administracyjnie należała do województwa krośnieńskiego.

## Historia
Pierwsza wzmianka wymieniająca Orelec (tamtejszy folwark) to lustracja starosty sanockiego z 1580. Przypuszcza się, że wieś została założona na początku XVI wieku na prawie wołoskim. Nazwa wsi pochodzi od słowa oreł i ma oznaczać miejsce życia orłów.
W XIX wieku właścicielami posiadłości tabularnej w Orelcu byli: Józef Jordan (lata 50.), Kajetan Dominikowski (lata 60.), Izak Kanner (lata 70.), August Ścibor-Rylski (lata 80.), Bolesław Zatorski (pocz. lat 90.), Tzikos Perikles (koniec lat 90.). W XX wieku właścicielami byli: ponownie Bolesław Zatorski (pierwsza dekada), Ch. Richter (druga dekada).

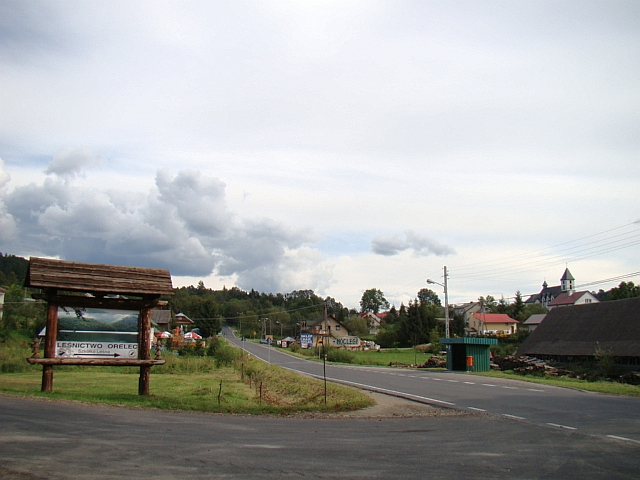
Widok na wieś
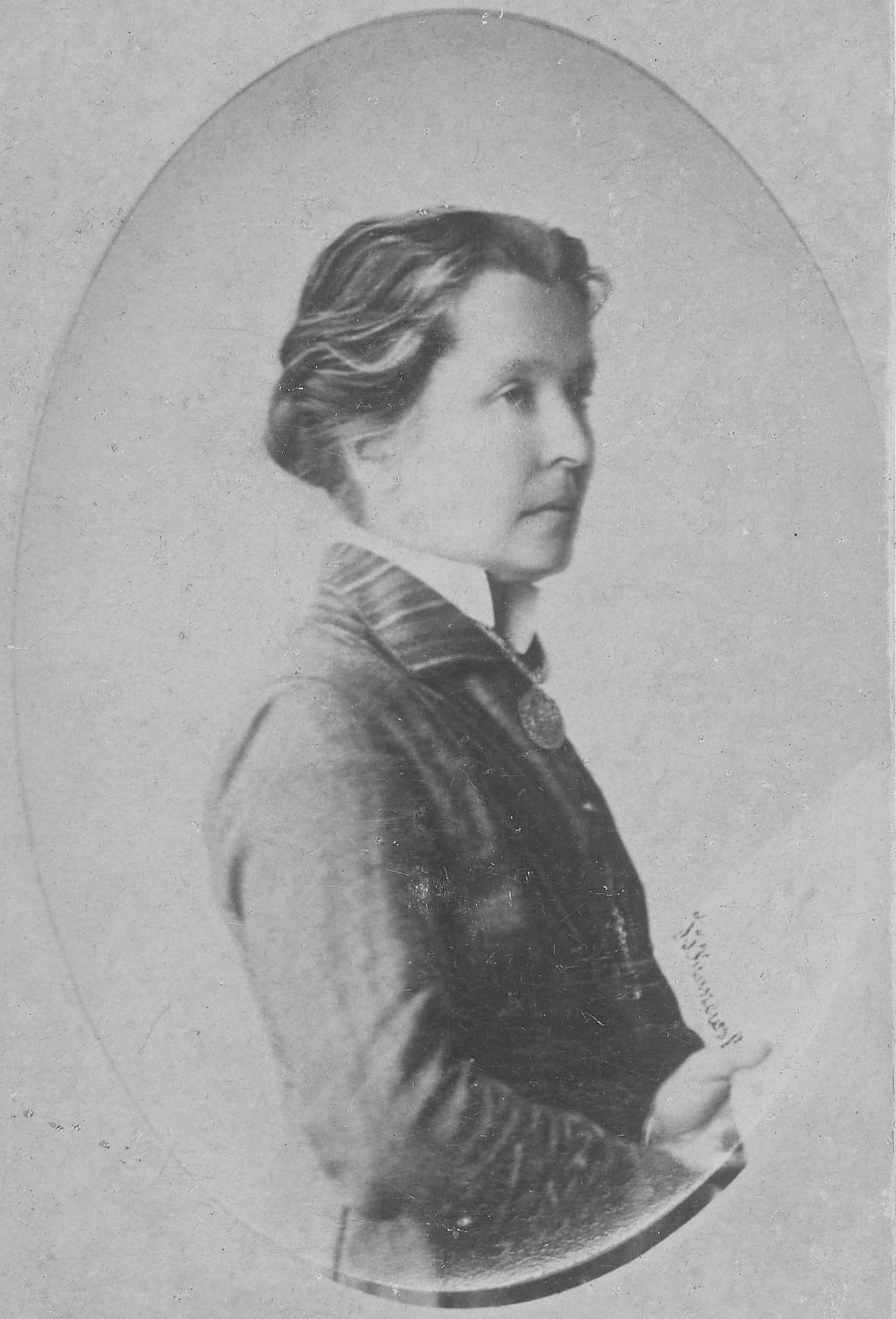
Celina Dominikowska
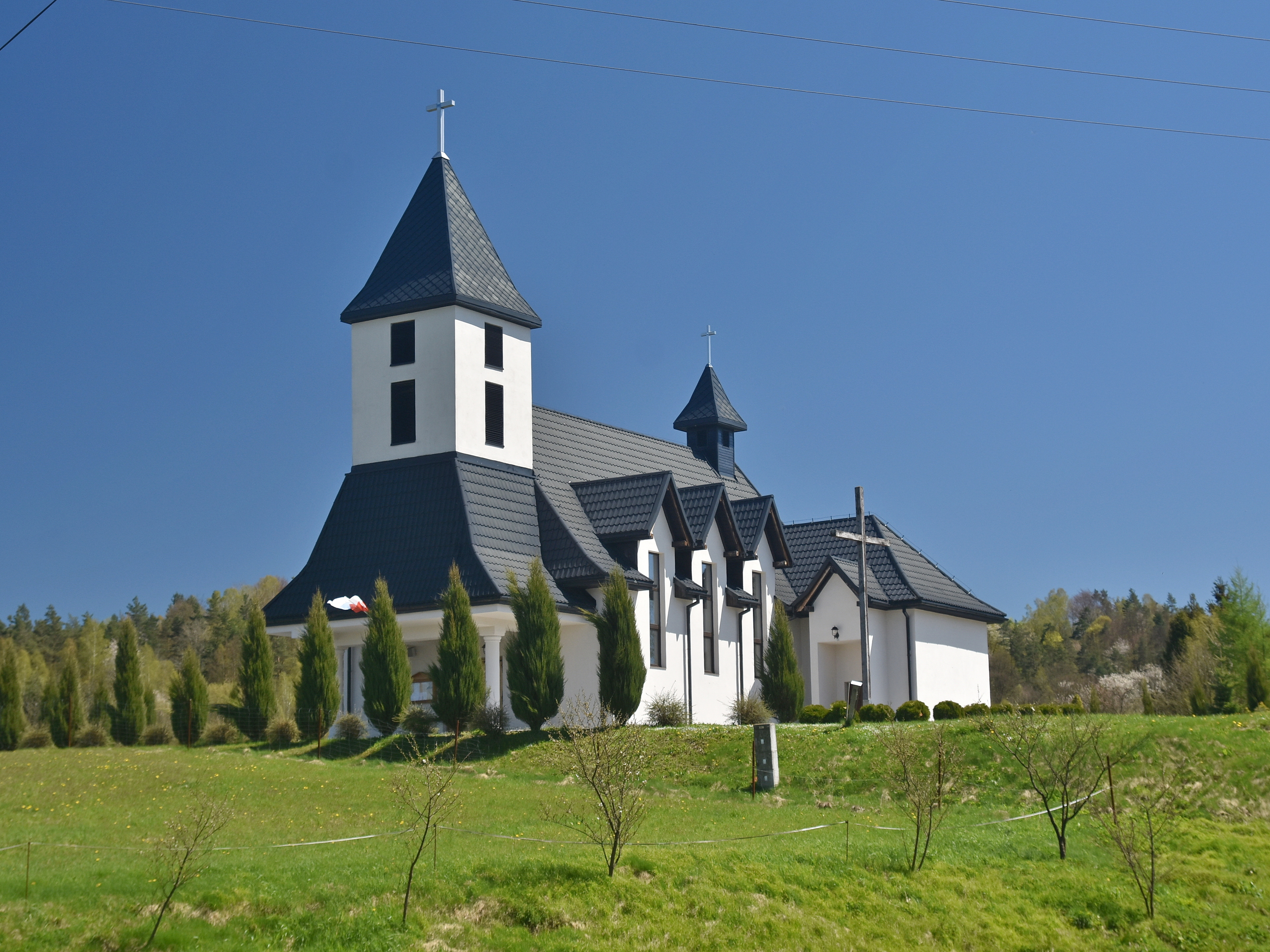
Kościół parafialny

Z Orelca pochodzili:
- Wincenty Ścibor-Rylski (zm. 1885), uczestnik powstania listopadowego z 1831, właściciel dóbr[17]
- August Ścibor-Rylski (1841–1902), uczestnik powstania styczniowego z 1863, właściciel dóbr Orelec
- Celina Dominikowska z Treterów; malarka i rzeźbiarka, działaczka patriotyczna i zbieraczka pamiątek narodowych.

W okresie II Rzeczypospolitej w Orelcu działały: koło oddziału Związku Szlachty Zagrodowej (w 1938 liczące 36 członków), TSL (w 1938 licząca 26 członków), koło gospodyń (w 1939 liczące 18 członkiń), kółko rolnicze (w 19389 liczące 50 członków).
22 kwietnia 1942 w lesie koło Orelca Niemcy dokonali egzekucji Żydów.
W okresie PRL w Orelcu funkcjonowała Gromadzka Rada Narodowa (w połowie lat 50. jej przewodniczącym był Pawłowski).  W latach 80. we wsi działało leśne gospodarstwo szkółkarskie oraz tzw. „sierociniec dla dzikich zwierząt”.
W 1964 we wsi wybudowano nową szkołę (dyrektorem był Tadeusz Śnieżek). W wyborach parlamentarnych w 1989 do Senatu RP I kadencji kandydował w okręgu krośnieńskim nauczyciel i dyrektor Szkoły Podstawowej w Orelcu, Stanisław Orłowski.
W pobliżu wsi znajduje się pomnik przyrody: Kamień Orelecki, wychodnia skalna o wysokości 4 m nazywany też Sercem Złej Macochy. Z kamieniem wiąże się legenda.

## Zabytki
- Cerkiew Narodzenia Świętej Anny – drewniana filialna cerkiew greckokatolicka, zbudowana w 1759. Od 2009 nieczynna kultowo po wybudowaniu nowego kościoła.